# Dag van het Gezin
De Dag van het Gezin is een internationale gedenkdag die jaarlijks op 15 mei plaatsvindt. In 1993 riepen de Verenigde Naties deze dag uit.
Op 28 oktober 2008 liet de Nederlandse minister voor Jeugd en Gezin André Rouvoet weten een nationale versie van deze gedenkdag te willen maken. Op 31 oktober kwam dit onder meer aan de orde in de gezinsnota voor een "gezinsvriendelijker" Nederland die het kabinet toen presenteerde. Op deze dag zou de overheid moeten helpen bij het intact houden van gezinnen. De gepresenteerde nota "De kracht van het gezin" gaf naast nieuwe plannen onder meer maatregelen als het kindgebonden budget boven op de kinderbijslag.